# Animal liminaire
Ne doit pas être confondu avec animal de compagnie, animal de production, animal sauvage ou animal domestique.

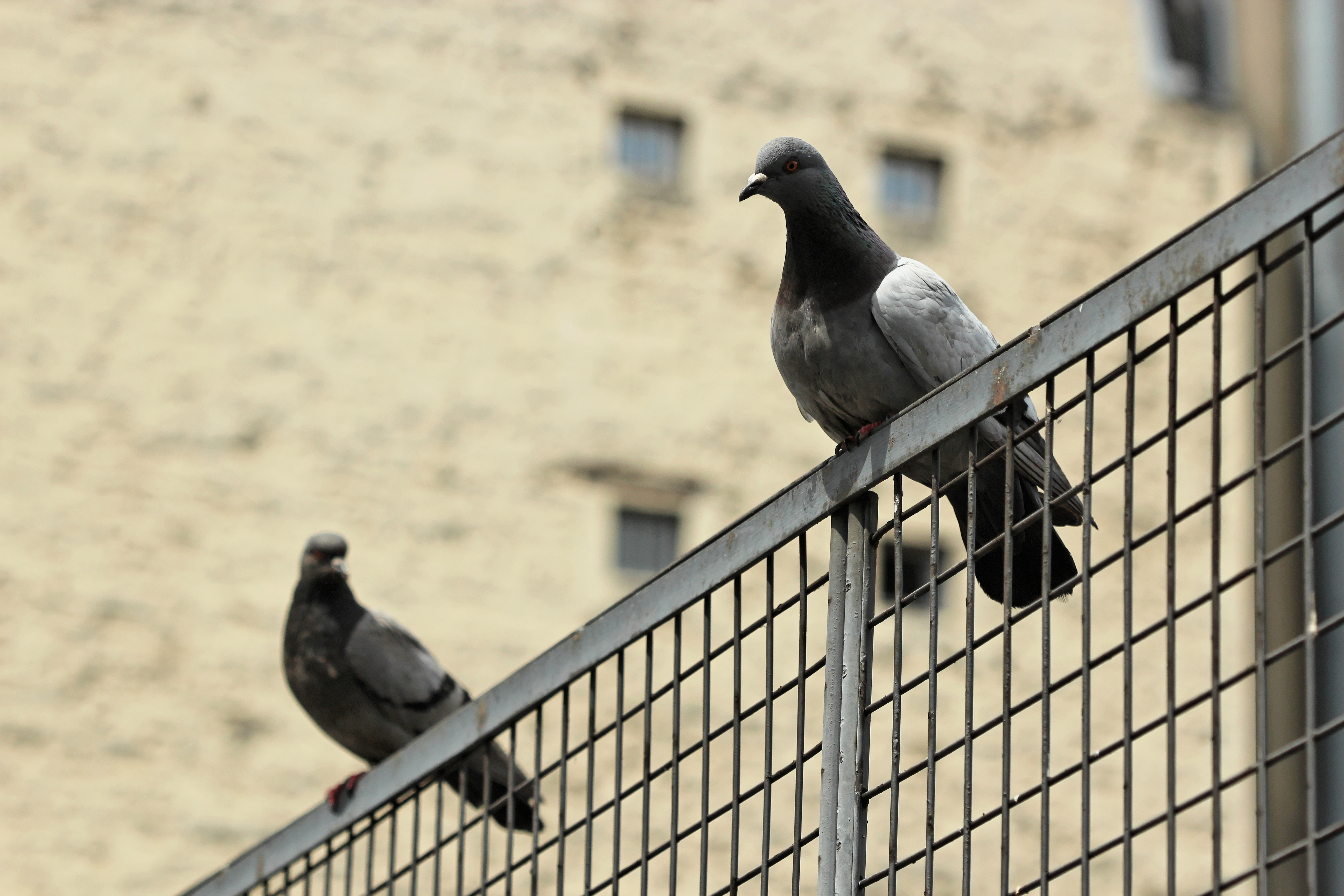
Le pigeon biset est un animal liminaire.

Ni sauvage, ni domestique, un animal liminaire est un animal qui vit en liberté dans l'espace urbain à proximité des humains. Cette catégorie rassemble des espèces animales très différentes (rats, moineaux, pigeons, lapins, cygnes, canards, fouines...) qui sont toutes implantées par l'urbanisation. 
La notion a été inventée en 2011 par les philosophes canadiens Sue Donaldson et Will Kymlicka dans leur livre Zoopolis, avant d'être popularisée par les médias et l'association française PAZ (Paris Animaux Zoopolis), qui tire son nom de l'ouvrage éponyme.
Toutefois la notion d'animal liminaire est avant tout philosophique. En effet d'un point de vue naturaliste quand une espèce domestique reprend une existence sauvage, elle est nommée espèce « férale » ou issue du marronage.   

## Notion
En 2011, dans Zoopolis, Sue Donaldson et Will Kymlicka  plaident en faveur d'une conception politique des droits des animaux différenciée selon le groupe. S'appuyant sur la théorie de la citoyenneté, les auteurs font valoir que, même si tous les animaux devraient être protégés par les mêmes droits fondamentaux, les animaux individuels devraient avoir des droits différents en fonction de l'appartenance à certains groupes. Les animaux domestiqués doivent être conçus comme des « citoyens », tandis que ceux qui vivent en bordure des sociétés humaines, comme les écureuils et les ratons-laveurs, nommés « animaux liminaires », doivent être conçus comme des résidents permanents. Les animaux sauvages, qui vivent totalement ou principalement séparés des sociétés humaines, devraient être considérés comme « souverains » sur leur propre territoire. Une intervention visant à réduire les souffrances des animaux sauvages serait donc acceptable si elle est compatible avec le respect de leur souveraineté.

### Espèces
Parmi les espèces d'animaux liminaires, on retrouve les écureuils, les raton laveurs, les pigeons, les lapins et les rats.

## Popularisation dans les médias

### «Des espèces nuisibles»
Plusieurs polémiques traitent des animaux liminaires. Par exemple en 2016, Georges Salines, chef des services parisiens de santé environnementale soutient dans Le Parisien que les rats constituent une « menace sanitaire réelle » ,

### Vers la citoyenneté animale
En 2019, le travail de l'association Paris animaux Zoopolis est reconnu comme particulièrement efficace par l'organisme international Animal Charity Evaluators. Cet évaluateur spécialiste de la cause animale est particulièrement impressionné par la présence de l'association dans les médias et souligne l'importance de son plaidoyer pour les individus habituellement négligés que sont les poissons et les animaux liminaires.